# Umul gonu
Umul gonu ist ein koreanisches und in der Bezeichnung Pong Hau K’I  oder Pong Hau Qi ein chinesisches Brettspiel mit einfachen strategischen Elementen für zwei Personen und wird vorwiegend von Kindern gespielt. Es ist im ostasiatischen Raum verbreitet und nennt sich in Thailand sua tok tong und im Punjab do-guti.

## Material und Regeln
Das Brett ist bezeichnet mit einem Quadrat und seinen Diagonalen, wobei eine Seitenlinie des Quadrates fehlt. Es wird mit vier Spielsteinen gespielt, die sich nur den Linien nach bewegen können und nur im Diagonalenschnittpunkt und an den Ecken verharren dürfen. Jeder der Spieler hat zwei Steine, die er, wie oben erklärt, auf dem Brett bewegen kann. Das Ziel ist, dafür zu sorgen, dass der Gegner blockiert wird und sich nicht mehr bewegen kann. Dabei dürfen keine Figuren übersprungen werden.
Zu Beginn des Spiels werden die vier Spielsteine an den gegenüberliegenden Seiten aufgereiht. Um das Spiel nicht sofort zu beenden, muss beim ersten Zug der Beginnende einen Zug ziehen, der es dem Gegner ermöglicht weiterzuspielen. Um das Spiel schwieriger zu gestalten, sollte es möglichst schnell gespielt werden.